# 二笔输入法
二笔输入法（简称二笔，又名阴阳码、两笔输入法）是陈劲松于1992年发明的中文输入法。二笔输入法是一种声形输入法（音形码），采用拼音首字母与笔画（两个笔画取一键）相结合的方式取码，具有规范、易学、快速的特点，是首家通过CESI中文信息技术产品认证中心认证的中文输入法，成为目前唯一通过中国教育部评审的可以进入中小学教材的汉字输入法。 实际上，二笔输入法包括“二笔音形输入法”和“二笔全形输入法”两种输入法，但由于“二笔音形输入法”在二笔用户中得到广泛使用而“二笔全形输入法”使用者甚少，所以二笔通常指的是“二笔音形输入法”。

## 发展历史
汉字本身即是音、形、义的统一体，是字音、字形和字义的三位一体。长期以来，汉字输入一直是中国人学电脑的一大障碍，虽然已开发出数以百计的汉字编码方案，但人们都普遍感觉到易学的打不快，如拼音输入法；打得快的不易学，如五笔字型输入法。而二笔输入法的出现很好地解决了这一问题，二笔充分利用汉字的音和形特征编码，规则易学、易记，可以十分钟学会，熟练后每分钟可打200至280个汉字。
二笔输入法的前身是“阴阳双极声形码输入系统”，是陈劲松先生于1992年发明的一种声形码输入法，1996年获得国家专利。高精炼在1998年收购了该专利，1999年将“阴阳码”更名为“二笔输入法”，并于2000年1月在广州成立了广东二笔软件有限公司。二笔公司对原来阴阳码进行优化，并向外界推出二笔输入法软件，从此二笔输入法正式出现在大众的视野中。
2000年5月由中国著名经济学家、北京大学教授厉以宁主持，多名专家学者参加的“汉字‘二笔输入法’社会效益研究”课题组作出正式研究报告。随后由联合国教科文组织协会全国联合会主席陶西平教授主持，全国人大委员朱相远、陈俊亮、毛达如以及北京大学教授邵维忠、国家语言文字工作委员会委员李行健等九位专家组成的评委会对“汉字‘二笔输入法’社会效益研究”课题提出评审意见。评委会认同了课题组的报告，同时还建议中国教育部组织专家全面评估二笔输入法。
2000年9月中国教育部基础教育教材发展中心立项对“二笔输入法”教学进行调研，在11月份教育部对“二笔输入法”进行初评。后来北京师范大学专家对二笔进行了修改和规范，经过完善后的“二笔输入法”在2000年12月通过了中国教育部复评。复评认为经修改后的“二笔输入法”，可以在中小学教学领域使用。“二笔输入法”成为当时中国唯一通过国家教育部基础教育课程教材发展中心评审而获准进入中小学基础教材的输入法。 
2002年4月二笔输入法软件唯一通过国家标准认证，接着在5月15日二笔输入法又通过了中文信息技术产品CESI国家认证，此项认证得到信息处理产品标准符合性检测中心（CTC）测试报告的技术支持。二笔输入法成为第一个通过中国国家认证的汉字键盘输入系统。
经过广东二笔软件有限公司的努力开发和推广，二笔得到大量好评和荣誉，但由于以高价销售二笔输入法软件，而且当时已经得到广泛使用的智能ABC输入法和五笔字型输入法是免费的产品，只有很少人愿意付费尝试使用二笔。最终导致以经营二笔输入法软件为主要业务的广东二笔软件有限公司濒临倒闭，2004年7月22日将二笔的相关专利出售转让给珠海盈创科技发展有限公司。而后来持有二笔专利的珠海盈创科技公司并没有对二笔进行商业推广，也没有进行后续的开发和维护。至2013年1月1日，二笔输入法发明专利自申请日起已满20周年，专利有效期届满后的二笔输入法编码技术成为社会的公共财富，任何单位或个人都可以无偿地使用。 
在另一方面，二笔输入法以其优秀的特性吸引了不少二笔爱好者，还有些爱好者对二笔进一步改进和优化，同时对二笔输入法软件进行维护，出现了青松二笔（又称为二笔标版）、纯净二笔，这两种二笔都属于原二笔，只是在原二笔的词库上进行扩充或完善。青松二笔对部分取码不直观的汉字增设了按部件取码的容错码，而纯净二笔更严格地按照笔顺规范进行取码，而不设置容错码。2005年2月25日二笔爱好者付东升推出了不同于原二笔的超强二笔（又名超强两笔），针对原二笔单字第三、四笔取码难度较大的问题，超强二笔取消第三、四笔的取码，并将编码规则作了改进：独体字取末笔做第三码，合体字全分阴阳。鉴于原二笔采用了4个符号键作为编码键，有的爱好者于是推出了不用符号键参与编码的二笔，如26键的二笔：超强音形、哲豆音形、自由二笔等。现在二笔输入法软件大都能够在互联网上免费获得和使用。

## 二笔特点
二笔输入法的编码符合《汉语拼音方案》、《汉字笔顺规范》和《汉字部件规范》；编码键位设置符合 GB18031-2000《数字键盘汉字输入通用要求》和《通用键盘汉字输入通用要求》。下面是二笔输入法具有的三大特点：
1. 规范：二笔输入法严格遵循汉语拼音和书写汉字的笔顺规则，字的拆分遵循构成汉字二合结构理据。
2. 易学：二笔输入法按汉语拼音首字母和汉字笔画来给汉字编码，会读、会写就会打字，键符设置科学，易学、易记，很快就能学会。
3. 快速：二笔输入法键符排列非常规则、科学，重码率极低，容易实现“盲打”，因而其录入速度较快。

通过学习二笔输入法，不仅可以很快学会打字，而且在学习打字的过程中，还能纠正平时的读音及书写错误，学会“理据识字”，从而避免用错字。

## 键盘布局
汉字结构虽然千变万化，却是由五个基本笔画构成的，这五个基本笔画就是：㇐(横)，㇑(竖)，㇒(撇)，㇔(点)，㇕(折)。笔画中“提（㇀）”算“横”；“竖左钩（㇚）”算“竖”，“捺（㇏）”算“点”；除了“竖左钩”，所有能一笔写成的带钩、带弯、带折的笔画都算“折”。二笔将相连两笔画连在一块，并构成25种组合，同时保留单笔画。
原二笔输入法用30个键符给汉字编码，即26个英文字母键和4个非字母符号键[ , ] [ . ] [ / ] [ ; ] ，分别代表23个汉语拼音首字母、5种单笔画、25种双笔画和10个设定部首，共63个编码要素。超强二笔也采用原版二笔的键盘图。
|  |  |

二笔输入法30个编码键可分为六个区：五个双笔画区和一个单笔画区，同时在键盘上设了十个部首：
1. 五个双笔画区：横区、竖区、撇区、点区、折区。由横区开头的五种双笔画是：㇐㇐，㇐㇑，㇐㇒，㇐㇔，㇐㇕，它们的第二笔分别是横、竖、撇、点、折，并按从左至右的顺序排列在横区；由竖区开头的五种双笔画是㇑㇐，㇑㇑，㇑㇒ ，㇑㇔，㇑㇕，也按从左至右的顺序排列在竖区；其余各区，照此类推。
2. 一个单笔画区：㇐，㇑，㇒，㇔，㇕，共五种单笔画，也按从左至右的顺序排列。
3. 十个部首：为了提高输入速度，减少重码，二笔在键盘上设置了10个使用频率最高的部首，即“钅、木、氵、土、艹、日、月、人（亻）、口、扌”。

打字时遇到这十个设定的部首不能拆分，直接按其编码键。它的记忆口诀为：“金木水土草，日月人口手”。
这十个部首本来应为独立的字，但是当有笔画穿过这十个部首时，则这些部首要按笔画进行拆分。如“教”字，本来它的部首“土”是独立的字体不能拆分的，但是因为有一撇穿过“土”字，所以它要被拆分。
除了30键的原二笔输入法键盘位图外，二笔的衍生版本还存在其他类型的键盘图，主要将作为编码键的4个符号键移到其他字母位置键，或是变换部分部首与双笔画的位置，如26键的超强音形、哲哲豆音形和自由二笔。
|  |  |

## 取码原理
中国国家语委将汉字按字形结构分为独体字和合体字。独体字是以笔画为直接单位构成的汉字，如日、月、天、山。合体字是由两个或两个以上的单个字或部首组成的汉字，如林、把、笔、问。二笔输入法对独体字和合体字采取不同的编码规则。
二笔输入法取码原理概括起来就是：拼音首字母 + 笔画。输入汉字时，第一码取汉字拼音首字母，从第二码起取笔画，每二笔算一码，最多取四码，不足四码应全取，不能取双笔画时就取单笔画，遇设定部首（如钅、木、氵等）应直接取其代码。
二笔输入法的除了原二笔公司的原二笔之外还有很多衍生版本，如超强二笔，各种二笔的取码原理基本一致，具体的编码规则存在微小差异，总体上分为两大类：原二笔编码规则和超强二笔编码规则。

### 原二笔单字编码

#### 独体字
独体字不必拆分。编码时，第一码取拼音首字母；第二码按笔顺取第一、第二笔的代码；第三码按笔顺取第三、第四笔的代码；第四码按笔顺取第五笔的代码；最多取四码。遇设定部首（如钅、木、氵等）则直接取其代码。
| 取码顺序       | 第一码     | 第二码    | 第三码    | 第四码  |
| -------------- | ---------- | --------- | --------- | ------- |
| 取码要素       | 拼音首字母 | 第一二笔  | 第三四笔  | 第五笔  |
| 例：雨（YJMV） | Y（首音）  | J（㇐㇑） | M（㇕㇑） | V（㇔） |

#### 合体字
除独体字以外的字都是合体字。合体字包括“上下、左右、包围、半包围”结构，合体字应先一分为二成前后两半，再每半各按汉字笔顺规则取码。编码时，第一码取拼音首字母；第二码按笔顺取前半部的第一、第二笔的代码；第三码取后半部的第一、第二笔的代码；第四码按笔顺取后半部的第三、四笔的代码；最多取四码。遇设定部首（如钅、木、氵等）则直接取其代码。
| 取码顺序       | 第一码     | 第二码         | 第三码         | 第四码         |
| -------------- | ---------- | -------------- | -------------- | -------------- |
| 取码要素       | 拼音首字母 | 前半部第一二笔 | 后半部第一二笔 | 后半部第三四笔 |
| 例：咱（ZLWN） | Z（首音）  | L（口）        | W（㇒㇑）      | N（㇕㇐）      |
青松二笔、纯净二笔都采用原二笔编码规则，这两种输入法实际上是纠正了原版二笔的一些错误编码，扩充了词组数量，完善输入法软件功能，以及设置一些特殊简码，其他方面均与原二笔相同。

### 超强二笔单字编码
超强二笔是另一种二笔输入法，取消第三、四笔的取码，独体字上取末笔做第三码，合体字全分阴阳，相比原二笔在拆分上更加直观。与原二笔一样，遇设定部首（如钅、木、氵等）则直接取其代码。超强二笔规定的全部部首为：钅（金）、木、氵（水）、土、艹、日（曰）、月、亻（人）、口、扌（手）。

#### 独体字
| 取码顺序       | 第一码     | 第二码    | 第三码  |
| -------------- | ---------- | --------- | ------- |
| 取码要素       | 拼音首字母 | 第一二笔  | 末笔    |
| 例：雨 （YJV） | Y（首音）  | J（㇐㇑） | V（㇔） |

#### 合体字
- 后半是合体结构

| 取码顺序       | 第一码     | 第二码         | 第三码           | 第四码           |
| -------------- | ---------- | -------------- | ---------------- | ---------------- |
| 取码要素       | 拼音首字母 | 前半部第一二笔 | 后半首部第一二笔 | 后半次部第一二笔 |
| 例：撕（SUJE） | S（首音）  | U（扌）        | J（㇐㇑）        | E（㇒㇒）        |
- 后半是独体结构

| 取码顺序       | 第一码     | 第二码         | 第三码         | 第四码     |
| -------------- | ---------- | -------------- | -------------- | ---------- |
| 取码要素       | 拼音首字母 | 前半部第一二笔 | 后半部第一二笔 | 后半部末笔 |
| 例：咱（ZLWZ） | Z（首音）  | L（口）        | W（㇒㇑）      | Z（㇐）    |
自从超强二笔诞生以来，不少爱好者根据超强二笔的取码规则制作出衍生版本二笔，如超强音形、哲哲豆音形、自由二笔、小兔二笔等26键二笔基本遵循超强二笔的取码规则。

### 词组编码
各种二笔输入法的词组编码规相同。输入词组时，一律只取4码。
- 二字词：取每个字的前两位编码。例如“计算”取“JP”+“SQ”，即：“JPSQ”。
- 三字词：取第一字的前二位编码和最后两个字的第一码。例如“计算机”取“JP”+“S”+“J”，即“JPSJ”。
- 四字词：取每个字的第一码。例如“心旷神怡”取“XKSY”。
- 多字词（四字以上词）：取前三字和最后一字的第一码（前三末一）。例如“斯坦福大学”取“STFX”；“不识庐山真面目”取“BSLM”。

### 全形输入
原二笔输入法除了通常提到的音形版二笔外，还有全形版的二笔。实际上在音形码的取码规则中去掉汉字拼音首字母，只取后面的笔画编码就是全形二笔的取码规则。二笔输入法的发明者陈劲松后来在二笔全形版本基础上推出新的全形输入法——六元金码输入法。
对于音形版二笔来说，当遇到不会读的汉字时可以全形输入，即用字母 i 代替拼音字母，类似于全形二笔输入文字，其方法是“i＋全形”，例如：旯＝ist（“旯”读音为lá，其普通编码是LST）。

## 二笔简码
二笔输入法将汉字按码长分为一码字（一级简码）、二码字（含简码和全码）、三码字（含简码和全码）和四码字。二笔简码字包括一级简码字、二笔简码字和三级简码字。输入简码后再按空格键可让简码字直接输入。二级简码和三级简码字均不用强记，在平时输入中可逐步熟练掌握。而一级简码字数目少，且为高频常用字，记熟后可以大大提高输入此类汉字的速度。
- 原二笔有26个一级简码，其中“有（I）、大（U）、这（V）”三个字的代码不是拼音的首字母，其余23个汉字均以拼音首字母作代码：

| 起Q | 为W | 而E | 人R | 他T | 一Y | 大U | 有I | 偶O | 平P |
| 安A | 是S | 的D | 分F | 个G | 和H | 就J | 可K | 了L | *   |
| 在Z | 学X | 产C | 这V | 不B | 你N | 们M | *   | *   | *   |

- 青松二笔和纯净二笔相比原二笔改变了O和C两个字母的所对应的简码，换成了更为常用的汉字，分别为“我（O）、成（C）”。以下是该两种二笔的一级简码：

| 起Q | 为W | 而E | 人R | 他T | 一Y | 大U | 有I | 我O | 平P |
| 安A | 是S | 的D | 分F | 个G | 和H | 就J | 可K | 了L | *   |
| 在Z | 学X | 成C | 这V | 不B | 你N | 们M | *   | *   | *   |

- 超强二笔和超强音形相比原二笔的一级简码改动了O、C、U三个字母对应的简码，分别为“我（O）、成（C）、以（U）”。超强二笔和超强音形的一级简码如下：

| 起Q | 为W | 而E | 人R | 他T | 一Y | 以U | 有I | 我O | 平P |
| 安A | 是S | 的D | 分F | 个G | 和H | 就J | 可K | 了L | *   |
| 在Z | 学X | 成C | 这V | 不B | 你N | 们M | *   | *   | *   |

- 哲豆音形相比比原二笔的一级简码改动了I、A、O、C、U 五个字母对应的简码，分别为“在（I）、 以（A）、 我（O）、成（C）、有（U）”。哲豆音形的一级简码如下：

| 起Q | 为W | 而E | 人R | 他T | 一Y | 有U | 在I | 我O | 平P |
| 以A | 是S | 的D | 分F | 个G | 和H | 就J | 可K | 了L | *   |
| 在Z | 学X | 成C | 这V | 不B | 你N | 们M | *   | *   | *   |

## 二笔版本
二笔输入法自1992年被陈劲松发明以来，直到2000年广东二笔软件有限公司成立后才正式对外推出二笔输入法软件。为区分改版的二笔，一般将二笔公司推出的二笔输入法称为传统二笔或原二笔。
由于二笔简明的编码规则以及发明人对持有专利的开放，诞生了一批致力于优化传统二笔编码的改良型二笔爱好者，他们在传统二笔编码规则的基础上做了一些修正，或是对二笔的键位重新布局。经过了十多年的发展，现在二笔已经有了许多个不同的版本，由众多的二笔爱好者进行维护。
- 按编码键位数目可分为：
  - 30键二笔：原二笔（包括青松二笔、纯净二笔）、超强二笔、奔腾二笔等；
  - 28键二笔：行云两笔等；
  - 27键二笔：闲云快码等；
  - 26键二笔：超强快码、超强音形、哲豆音形、自由二笔、小兔二笔、飞跃二笔等；
  - 25键二笔：华文块拼、华文块块、华文拼块、哲哲豆音形码，其中华文块块是以形为主的二笔；

- 按编码类型总体上可分为三大类：
  - 原二笔编码：原二笔（包括青松二笔、纯净二笔）、闲云快码、飞跃二笔等；
  - 超强二笔编码：超强二笔、超强音形、超强快码、哲豆音形、自由二笔、行云两笔、小兔二笔等；
  - 其他编码类型：华文系列输入法等。

原二笔中对某些拆分有歧义的汉字提供容错码，如“丽”字是上下结构的合体字，正确的编码是“LZGU”，但有人会认为该字是独体字，所以原二笔编码中给出了按独体字取码的容错码“LJ.X”，而在纯净二笔中，不再保留这些容错码，严格按汉字的自身规律和国家教育部颁布的笔顺规范来取码。
青松二笔除了严格遵循原二笔的标准外，还针对“妮、筑”等类取码不直观的汉字（存有取码笔画不相连的情况），采用了再分为二按部件取码的容错码。另外青松二笔还使用U、V键均衡编码而设置简化的容错码。
| 例字 | 二笔版本 | 取码                                                          | 备注                                       |
| ---- | -------- | ------------------------------------------------------------- | ------------------------------------------ |
| 丽   | 原二笔   | 正确取码：丽（LZGU）= L（首音）+Z（㇐）+G（㇑㇆）+U（㇔㇑）   | “丽”为合体字，后两种二笔均取消该容错码     |
| 丽   | 原二笔   | 容错取码：丽（LJ.X）= L（首音）+J（㇐㇑）+.（㇆㇔）+X（㇑）   | “丽”为合体字，后两种二笔均取消该容错码     |
| 丽   | 纯净二笔 | 丽（LZGU）= L（首音）+Z（㇐）+G（㇑㇆）+U（㇔㇑）             | “丽”为合体字，后两种二笔均取消该容错码     |
| 丽   | 青松二笔 | 丽（LZGU）= L（首音）+Z（㇐）+G（㇑㇆）+U（㇔㇑）             | “丽”为合体字，后两种二笔均取消该容错码     |
| 区   | 原二笔   | 区（QZR）= Q（首音）+Z（㇐）+R（㇒㇔）                        | 青松二笔容许“区”字按部件拆分               |
| 区   | 纯净二笔 | 区（QZR）= Q（首音）+Z（㇐）+R（㇒㇔）                        | 青松二笔容许“区”字按部件拆分               |
| 区   | 青松二笔 | 正确取码：区（QZR）= Q（首音）+Z（㇐）+R（㇒㇔）              | 青松二笔容许“区”字按部件拆分               |
| 区   | 青松二笔 | 容错取码：区（Q;R）= Q（首音）+;(㇐㇗）+R（㇒㇔）             | 青松二笔容许“区”字按部件拆分               |
| 筑   | 原二笔   | 筑（ZQJK）= Z（首音）+Q（㇒㇐）+J（㇐㇑）+K（㇐㇒）           | 青松二笔容许“筑”字指部件取码以降低取码难度 |
| 筑   | 纯净二笔 | 筑（ZQJK）= Z（首音）+Q（㇒㇐）+J（㇐㇑）+K（㇐㇒）           | 青松二笔容许“筑”字指部件取码以降低取码难度 |
| 筑   | 青松二笔 | 正确取码：筑（ZQJK）= Z（首音）+Q（㇒㇐）+J（㇐㇑）+K（㇐㇒） | 青松二笔容许“筑”字指部件取码以降低取码难度 |
| 筑   | 青松二笔 | 容错取码：筑（ZQJT）= Z（首音）+Q（㇒㇐）+J（㇐㇑）+T（㇒㇈） | 青松二笔容许“筑”字指部件取码以降低取码难度 |

鉴于原二笔单字第三、四笔取码难度较大，超强二笔取消第三、四笔的取码，做了如下改进：
1. 独体字取末笔做第三码，末笔直观更容易掌握；
2. 合体字全分阴阳，这样可以避免将两个整体部件的笔画拆分组合连成二笔，拆字上更加直观。

| 例字 | 二笔版本 | 取码                                                 | 备注                                                                         |
| ---- | -------- | ---------------------------------------------------- | ---------------------------------------------------------------------------- |
| 果   | 原二笔   | 果（GGHZ）= G（首音）+G（㇑㇕）+H（㇐㇐）+Z（㇐）    | 超强二笔的独体字第码取末笔                                                   |
| 果   | 超强二笔 | 果（GGV） = G（首音）+G（㇑㇕）+V（㇔）              | 超强二笔的独体字第码取末笔                                                   |
| 区   | 原二笔   | 区（QZR）= Q（首音）+Z（㇐）+R（㇒㇔）               | 对“区”字原二笔严格按照笔顺取码，而超强二笔按合体字的部件取码                 |
| 区   | 超强二笔 | 区（Q;R）= Q（首音）+;（㇐㇗）+R（㇒㇔）             | 对“区”字原二笔严格按照笔顺取码，而超强二笔按合体字的部件取码                 |
| 张   | 原二笔   | 张（ZNQ.）= Z（首音）+N（㇕㇐）+Q（㇒㇐）+ .（㇙㇔） | 超强二笔中二分合体字最后一码取末笔                                           |
| 张   | 超强二笔 | 张（ZNQV）= Z（首音）+N（㇕㇐）+Q（㇒㇐）+ V（㇔）   | 超强二笔中二分合体字最后一码取末笔                                           |
| 筑   | 原二笔   | 筑（ZQJK）= Z（首音）+Q（㇒㇐）+J（㇐㇑）+K（㇐㇒）  | 超强二笔中按部件取码，不将两个整体部件的笔画拆分组合连成二笔，后半部再分阴阳 |
| 筑   | 超强二笔 | 筑（ZQJT）= Z（首音）+Q（㇒㇐）+J（㇐㇑）+T（㇒㇈）  | 超强二笔中按部件取码，不将两个整体部件的笔画拆分组合连成二笔，后半部再分阴阳 |